# حادث حرجي
الحادث الحرجي (بالإنجليزية: Criticality accident)‏، هو رد فعل سلسلة انشطارية نووية غير منضبطة. ينطوي أي حدث من هذا القبيل على تراكم أو ترتيب غير مقصود لكتلة حرجة من المواد الانشطارية، مثل اليورانيوم المخصب أو البلوتونيوم. يمكن أن تؤدي الحوادث الحرجة إلى إطلاق جرعات إشعاعية قاتلة محتملة، إذا حدثت في بيئة غير محمية.
في تاريخ تطور الطاقة الذرية، حدث ما لا يقل عن 60 حادثة حرجة، 22 منها في بيئات خارجية، خارج نطاق تجارب المفاعلات النووية، و 38 في المفاعلات التجريبية الصغيرة والتجميعات الاختبارية الأخرى.
على الرغم من أن حوادث العمليات التي تحدث خارج المفاعلات تتميز بالإطلاقات الكبيرة للإشعاع، إلا أن الإطلاقات كانت موضعية. ومع ذلك، فقد وقعت حالات التعرض للإشعاع المميت للأشخاص المقربين من هذه الحوادث، مما أدى إلى 14 حالة وفاة.

## معرض صور

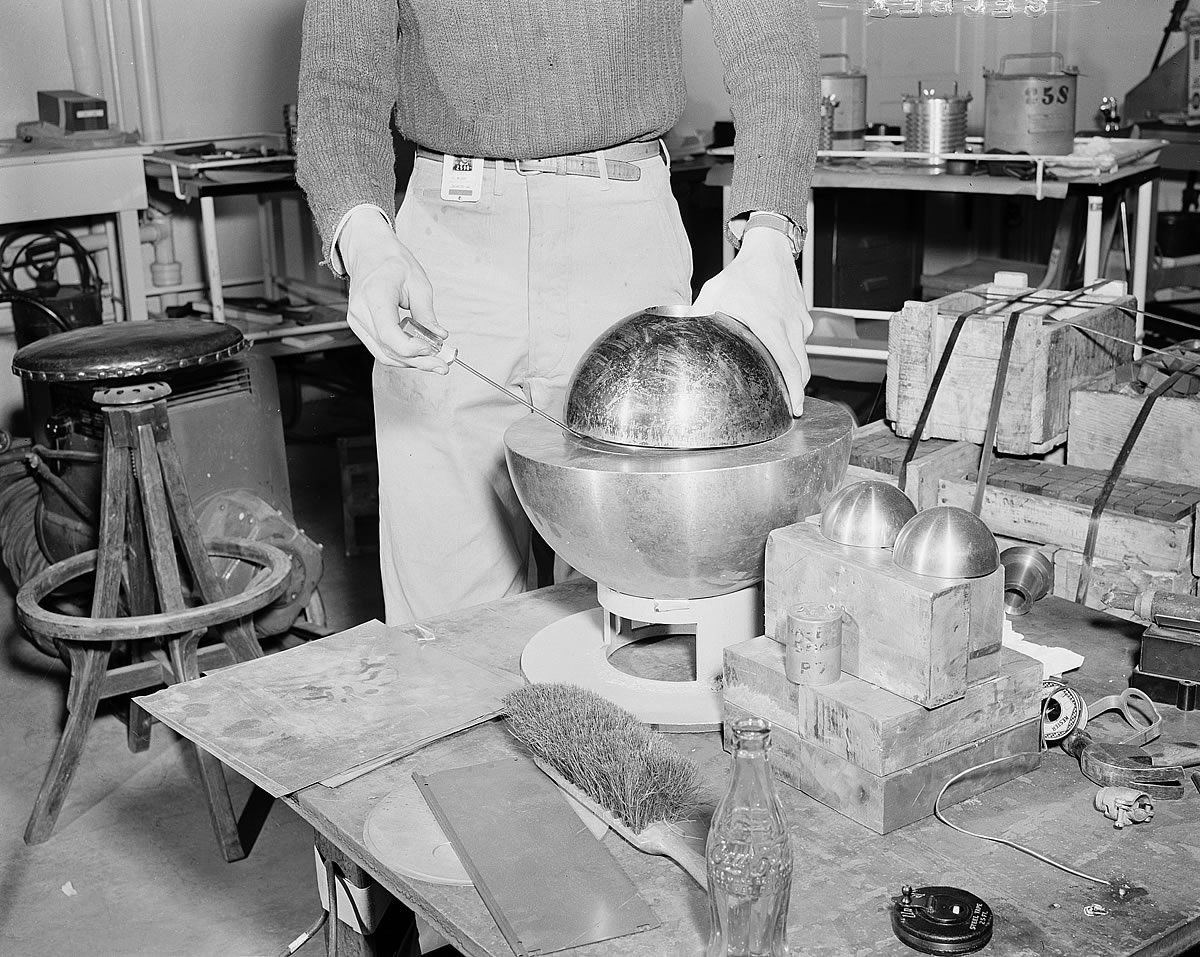
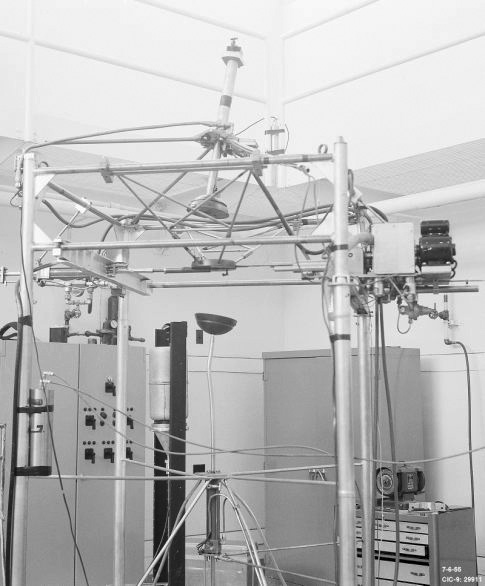
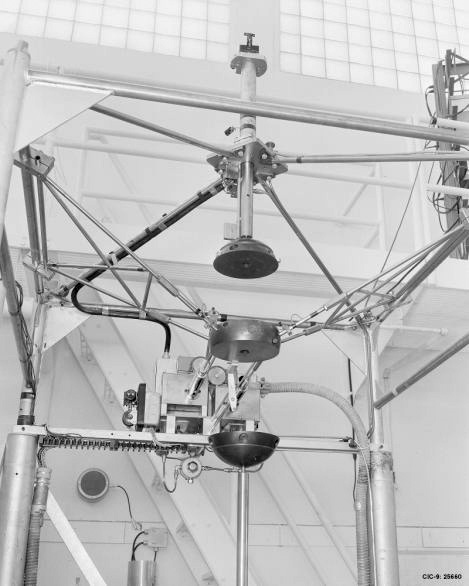
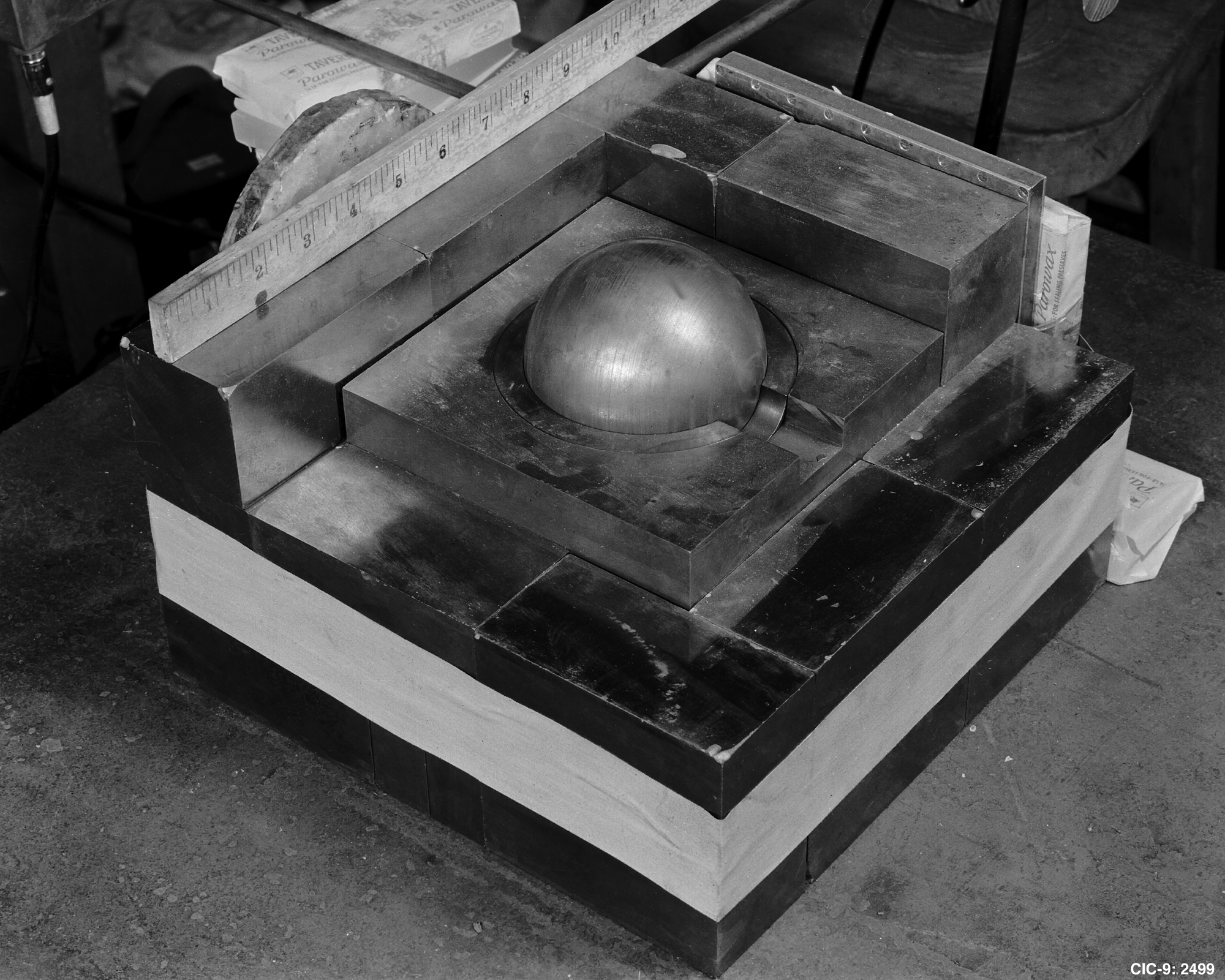